# Preraspodela prihoda i bogatstva
Preraspodela prihoda i bogatstva je prenos prihoda i bogatstva (uključujući fizičku imovinu) sa nekih pojedinaca na druge putem društvenih mehanizama kao što su oporezivanje, socijalna pomoć, javne usluge, zemljišna reforma, monetarna politika, konfiskacija, razvod ili deliktno pravo. Termin se obično odnosi na redistribuciju na ekonomskoj osnovi, a ne između odabranih pojedinaca.
Razumevanje fraze varira u zavisnosti od ličnih perspektiva, političkih ideologija i selektivne upotrebe statistike. Često se koristi u politici, da se odnosi na percipiranu preraspodelu od onih koji imaju više na one koji imaju manje.
Povremeno, iako retko, termin se koristi da opiše zakone ili politike koje izazivaju preraspodelu u suprotnom smeru, od siromašnih ka bogatima.
Fraza se ponekad povezuje sa terminom klasni konflikt, gde se navodno preraspodela suprotstavlja šteti koju izazivaju ljudi sa visokim prihodima i bogati putem svog delovanja, kao što su nepravednost i diskriminacija.
Poresku politiku preraspodele ne treba mešati sa politikom preraspodele. „Predistribucija“ je ideja da država treba da pokuša da spreči pojavu nejednakosti na prvom mestu, a ne kroz sistem poreza i beneficija kada se pojave. Na primer, vladina politika preraspodele bi mogla da zahteva od poslodavaca da svim zaposlenima isplaćuju platu za život, a ne samo minimalnu platu, kao odgovor „odozdo prema gore“ na široko rasprostranjene nejednakosti prihoda ili visoke stope siromaštva.
Mnogi predlozi za alternativno oporezivanje su izneseni bez političke volje da se promeni status kvo. Jedan primer je predloženo „Bafetovo pravilo“, koje je hibridni model oporezivanja sastavljen od suprotstavljenih sistema koji imaju za cilj da minimiziraju favorizovanje posebnih interesa u poreskom dizajnu.
O efektima redistributivnog sistema se aktivno raspravlja na etičkim i ekonomskim osnovama. Predmet uključuje analizu njegovog obrazloženja, ciljeva, sredstava i efikasnosti politike.